# Ilias Charalampous
Ilias Charalampous (în greacă modernă Ηλίας Χαραλάμπους, transliterat: Ilias Charalampous; n. 25 septembrie 1980, East London, Eastern Cape, Africa de Sud) este un fotbalist cipriot și sud-african retras din activitate, care a jucat pe post de fundaș la echipe ca Omonia, AEK Larnaca și PAOK. Pe plan internațional, are prezențe la națională pentru Cipru. După încheierea carierei, a devenit antrenor, și antrenează în prezent pe FCSB.

## Trofee câștigate

### Ca jucător
Omonia
- Prima Divizie Cipriotă: 2000–01, 2002–03, 2009–10
- Cupa Ciprului: 1999–2000, 2004–05, 2010–11
- Supercupa Ciprului: 2001, 2003, 2010

### Ca antrenor
FCSB
- SuperLiga României: 2023-2024, 2024-2025
- Supercupa României: 2024, 2025